# David M. Gunn
David M. Gunn (...) è un biblista e traduttore statunitense dell'Antico Testamento.
Dopo aver studiato all'Università di Melbourne, di Otago e di Newcastle, insegnò all'Università di Sheffield e al seminario teologico presbiteriano di Decatur, in Georgia. Nei primi anni 2000, divenne professore emerito di religione all'università cristiana di Fort Worth, nel Texas.
Membro della cosiddetta "scuola di Sheffield" per l'approccio letterario al testo biblico, insieme a Danna Nolan Fewell firmò Compromising Redemption: Relating Characters in the Book of Ruth, Gender, Power, and Promise: The Subject of the Bible's First Story e Narrative in the Hebrew Bible, oltre a vari articoli che complessivamente introdussero un approccio letterario postmoderno alla Sacra Scrittura.
Secondo il biblista Ken Stone, il libro The Story of King David: Genre and Interpretation, pubblicato nel 1978, divenne «uno dei primi e più influenti tentativi di un approccio letterario alla Bibbia ebraica».